# 死体遺棄
死体遺棄（したいいき）とは、死体を遺棄すること、特に、人間の遺体を葬儀に絡む社会通念や法規に沿わない状態で放置することをいう。

## 概要
死体は化学的には有機物であるため放置すればいずれ腐敗によって異臭を発したり、病害虫（ハエなど）の発生源となるなど、不快感を催させるのみならず感染症などの原因ともなりうる。それら公衆衛生上の問題以前に、多くの社会では人間の遺体は生きている人同様の尊厳をもって扱われるべきだと考えられており、人間の遺体を不適切に放置することはタブーの範疇にある。それゆえ、遺体に対して正当な敬意をもった扱いが成されない場合は一つの事件と見なされ、他人に不快感を催させる行為を敢えて行う人には罰則を持ってあたられる。

## 習俗と葬制
特に人間の遺体の扱いに際しては、それぞれの社会で細かく定義されている。通常は故人の崇拝していた宗教によってもやり方は違うが、火葬もしくは土葬など、様々な葬儀の様式が存在する。しかし特に宗教的な理由があっても、該当地域における遺体の扱いが異なる場合には、地域の法律や風習に則った埋葬方法が求められる事もある。

### 宗教
神道における罪の観念である、『天つ罪・国つ罪』には、傷害罪に相当する『生膚断』の他、死体を損壊する罪として『死膚断』の考えが存在する。

### 法律
その地域の習俗に沿わないときには法令で処罰される場合もある。日本の刑法では死体損壊・遺棄罪が定められており、特に殺人事件で死体を隠蔽目的で損壊･遺棄していた場合、容疑者をまず死体損壊･遺棄容疑で逮捕し、取調べで殺人容疑が固まったところで改めて殺人罪で再逮捕する事が多い。
メキシコでは麻薬抗争などの組織間抗争によるものとされる集団死体遺棄事件が幾度も発生しており、2011年4月には北東部タマウリパス州サンフェルナンド近郊で126体の遺体が収容された。また、2015年2月にはメキシコ南部ゲレロ州のアカプルコで麻薬抗争に巻き込まれた犠牲者とみられる遺体60体が見つかり、死体の冒涜、埋葬及び死体発掘規定違反の罪で捜査が行われた。
旅行者等が旅先で死亡（客死）した場合などに於いて、旅行者の遺族と遺体を収容した側の価値観の違いから、国際問題に発展するケースも見られ、適正な遺体の取り扱いに関して難しい側面が存在する。なおそれぞれの社会・宗教にて求められる取り扱いの様式に関しては、葬儀の項を参照。

## 動物の死体と遺棄
動物の死骸を放置する事は、冒頭で述べたとおり衛生の観点から勧められない。このため動物の死骸を放置する行為は環境の汚損の範疇で扱われるが、その死骸は見る者に不快感や恐怖心を与えかねない。
廃棄物処理法（廃棄物の処理及び清掃に関する法律）上の「廃棄物」には「動物の死体」が含まれており、動物の死体は同法により適正に処理されることを要する。
嫌がらせ目的の故意による動物の遺体の遺棄は、その態様によっては刑法上の威力業務妨害罪（刑法234条）や傷害罪（刑法204条）を構成する。また、動物の死体等の送付はストーカー規制法（ストーカー行為等の規制等に関する法律）上に定義される「つきまとい等」に含まれ、公安委員会による禁止命令あるいは罰則の対象となる。このほか公共の利益に反するような形で、鳥獣の死体を棄てた場合は、軽犯罪法違反に問われる（軽犯罪法1条27号）。
近年では動物虐待に絡んで動物の死骸が放置されるケースも見られ、他人の飼育していた動物の場合には器物損壊罪（刑法261条）、動物愛護法（動物の愛護及び管理に関する法律）で定められた愛護動物の場合には動物愛護法違反の疑いで捜査が進められる。